# Plinia spiciflora
Plinia spiciflora là một loài thực vật có hoa trong Họ Đào kim nương. Loài này được (Nees & Mart.) Sobral miêu tả khoa học đầu tiên năm 1994.